# Scena potentia
Scena potentia är en fjärilsart som beskrevs av Druce 1894. Scena potentia ingår i släktet Scena och familjen björnspinnare. Inga underarter finns listade.